# Свети Борис (връх)
Свети Борис (на английски: St. Boris Peak) е покрит с лед връх в хребет Фрисланд, Тангра планина на остров Ливингстън в Антарктика. Централната кота на върха достига 1685 m, а прилежащото островърхо ледено образувание „Синагогата“ в северната му част се издига до 1699 m. Леденият релеф, а оттам и надморската височина на географските обекти в околността е предмет на промени; според българско GPS заснемане от Д. Боянов и Н. Петков височината на Фрисланд (1700 m през декември 2003) е 1693 m през декември 2016, което прави връх Свети Борис първенец на Тангра планина и острова през този сезон.
Именуван е на 15 март 2002 г. в чест на българския владетел цар Св. Борис I и във връзка със село Борисово. Именуването на този антарктически връх на български светец е напомнено от британската преса във връзка с победата на Борис Джонсън в кметските избори в Лондон на 2 май 2008 г., денят на Св. Борис в Българската православна църква.
Върхът е изкачен и GPS заснет за първи път на 23 декември 2016 г. от алпинистите Дойчин Боянов и Николай Петков по маршрут от района на Лагер Академия през връх Фрисланд и „Синагогата“ до централната височина на Свети Борис. Друг маршрут на изкачвзне е следван от същите алпинисти и Неделчо Хазърбасанов на 16 януари 2017, от седловина Несебър и горната част на ледник Хънтрис през връх Академия до централната височина на Св. Борис.

## Описание
Централната кота на върха (1685 m) е разположена на 650 m юг-югозапад от връх Фрисланд, на 4,340 km северозападно от рида Пешев, 1,860 km север-североизточно от връх Симеон, 4,890 km югоизточно от нунатак Уилан и на 3,850 km юг-югоизток от връх Плиска. Свързва се с първенеца на острова връх Фрисланд (1700 m) чрез къса седловина доминирана от леденото образувание „Синагогата“, и с връх Симеон чрез Парилската седловина. Издига се на северозапад и запад над ледника Хънтрис, а на югоизток над ледника Мейси.

## Картографиране
Български топографски карти на върха като част от остров Ливингстън от 1996, 2005 и 2009 в резултат на топографски проучвания през 1995/1996 и 2004/2005 г. от експедиция „Тангра“.

## Карти
- L.L. Ivanov. Livingston Island: Central-Eastern Region. Scale 1:25000 topographic map. Sofia: Antarctic Place-names Commission of Bulgaria, 1996.
- L.L. Ivanov et al. Antarctica: Livingston Island, South Shetland Islands (from English Strait to Morton Strait, with illustrations and ice-cover distribution). Топографска карта в мащаб 1:100000. София: Antarctic Place-names Commission of Bulgaria, 2005.
- Л. Иванов. Антарктика: Остров Ливингстън и острови Гринуич, Робърт, Сноу и Смит. Топографска карта в мащаб 1:120000. Троян: Фондация Манфред Вьорнер, 2009. ISBN 978-954-92032-4-0
- А. Камбуров и Л. Иванов. Хребет Боулс и централна Тангра планина: Остров Ливингстън, Антарктика. Карта в мащаб 1:25000 map. София: Фондация Манфред Вьорнер, 2023. ISBN 978-619-90008-8-5

## Галерия
- Топографска карта на остров Ливингстън и остров Смит
- Топографска карта от 1996, първо картографиране на върха
- Близък изглед на връх Св. Борис от връх Фрисланд
- Върховете Св. Борис и Фрисланд, изглед от протока Брансфийлд
- Върховете Фрисланд и Св. Борис, изглед от околността на база Св. Климент Охридски